# Goršeti
 Goršeti  falu Horvátországban, a Tengermellék-Hegyvidék megyében. Közigazgatásilag Brod Moravicéhez tartozik.

## Fekvése
Fiumétól 47 km-re északkeletre, községközpontjától 4 km-re északkeletre, a Kulpa jobb partján, a horvát Hegyvidék (Gorski kotar) területén fekszik.

## Története
A településnek 1857-ben 50, 1910-ben 44 lakosa volt. Trianonig Modrus-Fiume vármegye Delnicei járásához tartozott.
2011-ben 2 lakosa volt.

## Lakosság
| Lakosság változása | Lakosság változása | Lakosság változása | Lakosság változása | Lakosság változása | Lakosság változása | Lakosság változása | Lakosság változása | Lakosság változása | Lakosság változása | Lakosság változása | Lakosság változása | Lakosság változása | Lakosság változása | Lakosság változása | Lakosság változása |
| ------------------ | ------------------ | ------------------ | ------------------ | ------------------ | ------------------ | ------------------ | ------------------ | ------------------ | ------------------ | ------------------ | ------------------ | ------------------ | ------------------ | ------------------ | ------------------ |
| 1857               | 1869               | 1880               | 1890               | 1900               | 1910               | 1921               | 1931               | 1948               | 1953               | 1961               | 1971               | 1981               | 1991               | 2001               | 2011               |
| 50                 | 42                 | 46                 | 48                 | 49                 | 44                 | 44                 | 52                 | 53                 | 41                 | 37                 | 19                 | 17                 | 11                 | 3                  | 2                  |

## Nevezetességei
Szent Lúcia tiszteletére szentelt temploma a helyi temetőben áll. Egyhajós épület, sokszög záródású apszissal és az oromfalon álló harangtoronnyal. A különlegessége az, hogy Gorski Kotar egyik legrégebbi téglatemploma, mely a 17. században épült, és hogy az északi falon ábrázolt fogadalmi kereszt nagy része kör alakú, sugaras, vörös okkerból készült, ami tipológiailag egyedülálló példa ezen a területen. A templom északi és déli falán freskók nyomai is láthatók. A festett sötét rombuszokkal, körökkel és stilizált liliomokkal díszített fapadok ritka kézműves munkák, bár a templom külső és belső része nagyon egyszerű.